# Purple Haze (Lied)
Purple Haze ist ein Lied von Jimi Hendrix, das er am 17. März 1967 als zweite Single der Jimi Hendrix Experience in Europa und am 19. Juni 1967 als erste Single in den USA veröffentlichte.
Als Hit in den Charts und als Eröffnungslied der US-amerikanischen Version des Debütalbums Are You Experienced der Jimi Hendrix Experience war das Stück oft für viele Hörer der erste Eindruck von Hendrix’ psychedelischem Rock-Sound. Der Song wird dominiert durch Hendrix’ innovatives, mit Blues-Elementen angereichertes Gitarrenspiel. Er wurde auf fast allen Kompilationsalben von Hendrix veröffentlicht. Das Stück wurde regelmäßig auf seinen Konzerten aufgeführt, so dass zahlreiche Liveaufnahmen von Purple Haze dokumentiert sind.

## Rezeption
Das Lied wurde in die Grammy Hall of Fame aufgenommen und ist auf unterschiedlichen Listen der besten Gitarrensongs vertreten, inklusive der Liste des Rolling Stone auf Platz 17. (Die 500 besten Songs aller Zeiten)

## Kommerzieller Erfolg
| ChartsChartplatzierungen       | Höchstplatzierung | Wochen |
| ------------------------------ | ----------------- | ------ |
| Deutschland (GfK)              | 17 (9 Wo.)        | 9      |
| Österreich (Ö3)                | 7 (8 Wo.)         | 8      |
| Vereinigte Staaten (Billboard) | 65 (8 Wo.)        | 8      |
| Vereinigtes Königreich (OCC)   | 3 (14 Wo.)        | 14     |

### Auszeichnungen für Musikverkäufe
| Land/Region                  | Auszeichnungen für Musikverkäufe (Land/Region, Auszeichnung, Verkäufe) | Verkäufe |
| ---------------------------- | ---------------------------------------------------------------------- | -------- |
| Neuseeland (RMNZ)            | Platin                                                                 | 30.000   |
| Vereinigtes Königreich (BPI) | Gold                                                                   | 400.000  |
| Insgesamt                    | 1× Gold · 1× Platin ·                                                  | 430.000  |

## Coverversionen
Purple Haze wurde zu einem der meistgecoverten Songs von Jimi Hendrix. Eine erwähnenswerte Version wurde 1968 von Johnny Jones and the King Casuals aus Nashville eingespielt. Die Band war 1962 als The King Kasuals von Jimi Hendrix und seinem Armeefreund, dem Bassisten Billy Cox, gegründet worden, nachdem beide die Armee verlassen hatten. Zum Zeitpunkt der Aufnahme war Hendrix kein Mitglied der Band mehr.